# Стівен Герей
Стівен Герей (англ. Steven Geray) — американський кіноактор, що зіграв 125 ролей в кіно і більше 100 ролей в телесеріалах прятогом 1930-60-х років.
Герей почав свою кінокар'єру в Угорщині в 1932 році, з 1935 року став працювати в англомовному кіно в Британії, а в 1941 році переїхав до США, де знімався в Голлівуді аж до середини 1960-х років .
«Маленький, з м'якими рисами обличчя, характерний актор», Гере «спеціалізувався на ролях лагідних, стриманих, люб'язних і доброзичливих джентльменів, часто французького, німецького чи Східноєвропейський походження». Гере грав переважно невеликі і Епізодичні ролі, при цьому часто його запрошували зніматися в багатьох успішних і популярних фільмах, серед них фільми нуар «Маска Дімітріос» (1944), «Заворожена» (1945), «Гільда» (1946), «В затишному місці» (1950), «Жінка в бігах» (1950) і «Будинок на телеграфному пагорбі» (1951), історична пригодницька стрічка «Повернення Монте-Крісто» (1946), мелодрама «Все про Єву» (1950), комедія «Джентльмени віддають перевагу блондинкам» (1953), кримінальний трилер" Спіймати злодія «(1955), військова драма „Атака“ (1956) і драма-притча» Корабель дурнів "(1965). Свою єдину головну роль в голлівудських кіно він зіграв у фільмі нуар Джозефа Х. Льюїса «Ніч так темна» (1946).

## Ранні роки
Стівен Герей народився 10 листопада 1904 року в австро-угорському місті Унгвар (нині — Ужгород, Україна) і здобув освіту в Будапештському університеті .
Його акторська кар'єра почалася на сцені Угорського національного театру в 1924 році, де «протягом багатьох років він був на хорошому рахунку». У 1928 році він дебютував в кіно, зігравши з 1932 по 1937 рік в дев'яти угорських фільмах .

## Кар'єра в Британії (1934—1940)
У 1934 році Іштван Гергей переїхав до Британії, де змінив ім'я спочатку на Стефан, а потім — на Стівен Герей. У 1934 році, вже під новим ім'ям він дебютував на лондонській сцені, зігравши у виставі «Веселий вікенд». «Не дивлячись на деякі мовні проблеми на початковому етапі, йому все ж вдалося отримати постійну роботу на екрані і на радіо»
У 1935 році Гере почав зніматися в англомовних фільмах, зігравши за шість років в дев'яти британських картинах, найпомітнішими серед яких стали мелодрама з військового життя «Вище командування» (1937) з Лайонелом Етуіллом в головній ролі і детектив «Інспектор Хорнлі» (1939) з Гордоном Харкер.